# Otto Graf Lambsdorff
Otto Friedrich Wilhelm, Freiherr von der Wenge, Graf Lambsdorff, ismertebb néven Otto  Lambsdorff (Aachen, 1926. december 20. – Bonn, 2009. december 5.) német gróf, liberális politikus, a Német Szabaddemokrata Párt (FDP) tiszteletbeli elnöke, 1977 és 1982 között Nyugat-Németország gazdasági minisztere.

## Tanulmányai és munkássága
Lambsdorff 1932-től Berlin különböző iskoláiban tanult, majd 1941-től 1944-ig Brandenburg an der Havel városában lovasakadémiára járt. A második világháborúban 1944 tavaszától a Wehrmachtnál szolgált, majd röviddel a háború befejezése előtt Türingiában egy támadás során súlyosan megsebesült.

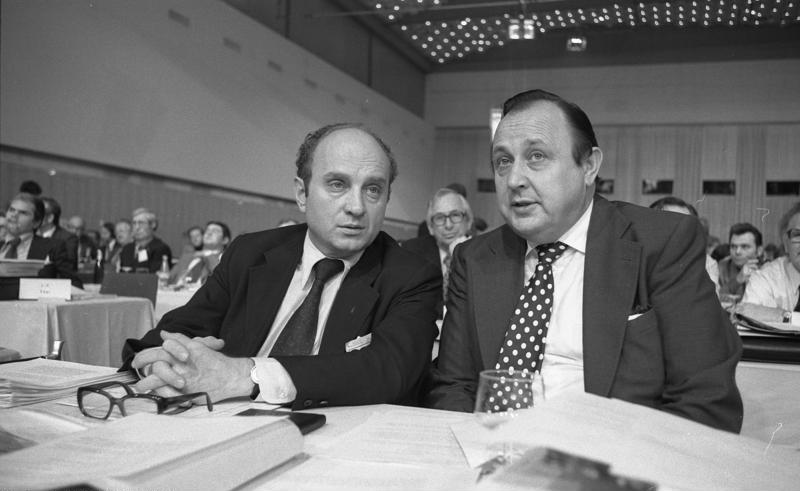
Lambsdorff és Hans-Dietrich Genscher az 1975-ös mainzi FDP pártnapon

A sérülés következtében a bal lábszárát amputálni kellett, amelyet követően sétabotot használt. 
A hadifogság után 1946-ban leérettségizett és felsőfokú tanulmányokat folytatott az állam- és jogtudomány területén Bonnban és Kölnben, amelynek eredményeképpen 1950-ben letette első, majd 1952-ben a második államvizsgáját.
1955-től 1971-ig a bankszektorban tevékenykedett, utoljára egy düsseldorfi privátbankban, a Trinkhausban. 1960-tól ügyvéd volt. 1971-től 1977-ig a Victoria Biztosító igazgatóságának tagja volt.
1988-tól 2008 júliusáig az Iveco Magirus felügyelő bizottságának elnöke volt.

## Politikai pályafutása
1951-ben lépett be a Német Szabaddemokrata Pártba (FDP). 1972-ben a szövetségi elnökség tagjává választották, 1968 és 1978 között pedig az Észak-Rajna-Vesztfáliai tartományi ügyvezető elnökség tagja volt. 1988 és 1993 között a szövetségi elnökség elnöke, az FDP tiszteletbeli elnöke lett. 1991 és 1994 között betöltötte a Liberális Internacionálé elnöki tisztségét is. Első ízben 1977. októberben, másodszor 1982. októberben tartományi listáról választották meg szövetségi parlamenti képviselőnek, ahol a gazdasági illetve a pénzügyi bizottság tagjaként is tevékenykedett. 
1977-1982 között Helmut Schmidt (SPD), 1982-1984 között Helmut Kohl (CDU) kormányában gazdasági miniszterként dolgozott. 1999-ben Gerhard Schröder megbízásából az egykori kényszermunkások kárpótlásának szabályozásával foglalkozó bizottságot vezette. 2001-ben sikerre vezette a tárgyalásokat az amerikai kormánnyal, a német gazdaság szereplőivel, illetve az egykori kényszermunkások családjaival és ügyvédeivel.